# Matthew Gilmore
Pour les articles homonymes, voir Gilmore.
Matthew Gilmore (né le 11 septembre 1972 à Gand, en Belgique) est un ancien coureur cycliste belge, né australien et naturalisé en 1998. Il est le fils de Graeme Gilmore, ancien coureur cycliste, et le neveu de Tom Simpson, coureur décédé en 1967.

## Biographie
En 1998, il décide de commencer à courir pour la Belgique, car il ne souhaite pas passer sous l'aile de Charlie Walsh et n'est donc pas sélectionné pour les compétitions internationales.
Spécialiste de la piste, il connaît ses premiers succès avec Etienne De Wilde, en compagnie duquel il remporte les Six jours de Gand en 1997 et le championnat du monde de l'américaine à Bordeaux en 1998. En 2000 il est  vice-champion olympique de l'américaine. En 2000 et 2001, il remporte le championnat d'Europe de cette discipline.
En 2001, il entame sa collaboration avec l'Australien Scott McGrory, avec lequel il remporte dix courses de six jours. En 2003, il signe un quatrième succès à Gand, avec Bradley Wiggins.
De 2004 à 2006, il collabore avec Iljo Keisse. Ils remportent trois Six jours durant la saison 2005-2006 ainsi que le championnat d'Europe de l’américaine.
En juillet 2006, Matthew Gilmore heurte un poteau lors d'une course de kermesse à Ninove. Fracturé au fémur et au genou, il décide de mettre fin à sa carrière quelques mois plus tard, constatant l'important travail de rééducation nécessaire à son retour à la compétition.

## Palmarès sur piste

### Jeux olympiques
- Syndey 2000
  -  Médaillé d'argent de l'américaine
- Athènes 2004
  - 11e de l'américaine

### Championnats du monde
- Bordeaux 1998
  -  Champion du monde de l'américaine (avec Etienne De Wilde)
- Manchester 2000
  -  Médaillé d'argent de la course aux points
- Los Angeles 2005
  -  Médaillé de bronze du scratch
  -  Médaillé de bronze de l'américaine

### Championnats du monde juniors
- 1990
  -  Médaillé de bronze de la poursuite par équipes juniors

### Six jours
- 1997 : Gand (avec Etienne De Wilde)
- 2000 : Gand (avec Silvio Martinello)
- 2001 : Aguascalientes, Amsterdam, Brême, Gand, Mexico (avec Scott McGrory), Zurich (avec Scott McGrory et Daniel Schnider)
- 2002 : Munich, Copenhague, Fiorenzuola d'Arda (avec Scott McGrory)
- 2003 : Stuttgart (avec Scott McGrory), Gand (avec Bradley Wiggins)
- 2004 : Munich (avec Scott McGrory)
- 2005 : Fiorenzuola d'Arda, Grenoble, Gand (avec Iljo Keisse)
- 2006 : Hasselt (avec Iljo Keisse)

### Coupe du monde
- 1998
  - 2e de l'américaine à Berlin
  - 2e de l'américaine à Hyères
- 2003
  - 1er de la course aux points à Moscou
- 2004-2005
  - 1er de l'américaine à Moscou
  - 3e du scratch à Moscou
- 2005-2006
  - 2e du scratch à Manchester

### Championnats d'Europe
- 2000
  -  Champion d'Europe de l'américaine (avec Etienne De Wilde)
  -  Médaillé de bronze du derny
- 2001
  -  Champion d'Europe du derny
  -  Champion d'Europe de l'américaine (avec Etienne De Wilde)
- 2002
  -  Champion d'Europe de course avec derny
- 2005
  -  Champion d'Europe de l'américaine (avec Iljo Keisse)

### Championnats d'Australie
- 1993
  -  Champion d'Australie de l'américaine (avec Danny Clark)

## Palmarès sur route
- 1994
  - 1re étape de la Bay Cycling Classic
- 1997
  - 3e du Omloop van de Westkust
  - 3e du Grand Prix Beeckman-De Caluwé
- 1998
  - 3e de la Ruddervoorde Koerse
- 1999
  - Mémorial Fred De Bruyne